# 453 a.C.
Il 453 a.C. (CDLIII a.C. in numeri romani) è un anno  del V secolo a.C.

## Eventi
- 8 maggio - Periodo delle primavere e degli autunni: la casa di Zhao (趙) sconfigge la casa di Zhi (智), mettendo fine alla battaglia di Jinyang
- Ducezio, re dei Siculi, fonda l'odierna Palagonia con il nome di Paliké
- Roma: consoli Publio Curiazio Fisto Trigemino, Sesto Quintilio Varo e (consul suffectus) Spurio Furio Medullino Fuso II, questi ultimi due entrambi vittime della peste che colpì la città

## Morti
- Publio Curiazio Fisto Trigemino, politico romano
- Spurio Furio Medullino Fuso, politico e militare romano
- Sesto Quintilio Varo, politico romano